# Arroyo San Antonio Grande
Der Arroyo San Antonio Grande ist ein Fluss in Uruguay.
Der linksseitige Nebenfluss des Río Uruguay entspringt in der westlichen Cuchilla de Salto südöstlich von San Antonio und verläuft von Osten nach Westen durch das Departamento Salto. Dabei tangiert der Fluss San Antonio am nördlichen Ortsrand, fließt sodann ebenfalls nördlich an Garibaldi vorbei, um nach einem nordöstlich von Colonia 18 de Julio beginnendem, nach Norden gewandten Bogen schließlich südwestlich auf seine Mündung in den Río Uruguay zwischen der Stadt Salto im Süden und dem nördlich gelegenen Wasserkraftwerk Salto Grande zuzulaufen.